# Campionati europei di duathlon del 2010
I Campionati europei di duathlon del 2010 si sono tenuti a Nancy, Francia, in data 30 aprile 2010.
La gara maschile è stata vinta dal russo Sergey Yakovlev, mentre quella femminile dall'olandese Ruth Van der Meijden.

## Risultati

### Élite uomini
| Pos. | Nome                             | Paese       | Corsa    | Bici     | Corsa    | Totale   |
| ---- | -------------------------------- | ----------- | -------- | -------- | -------- | -------- |
|      | Sergey Yakovlev                  | Russia      | 00:28:18 | 00:54:16 | 00:19:23 | 01:37:43 |
|      | Victor Manuel Del Corral Morales | Spagna      | 00:28:30 | 00:54:04 | 00:19:31 | 01:37:55 |
|      | Ronnie Schildknecht              | Svizzera    | 00:28:56 | 00:53:41 | 00:19:52 | 01:38:10 |
| 4    | Sergio Silva                     | Portogallo  | 00:28:16 | 00:54:19 | 00:19:57 | 01:38:14 |
| 5    | Damien Derobert                  | Francia     | 00:28:29 | 00:54:02 | 00:19:57 | 01:38:16 |
| 6    | Lino Barruncho                   | Portogallo  | 00:28:30 | 00:54:10 | 00:20:02 | 01:38:21 |
| 7    | Nicolas Capoferri                | Francia     | 00:28:56 | 00:53:39 | 00:20:04 | 01:38:23 |
| 8    | Bryan Keane                      | Irlanda     | 00:28:30 | 00:54:02 | 00:20:09 | 01:38:29 |
| 9    | Bart Aernouts                    | Belgio      | 00:28:30 | 00:54:02 | 00:20:18 | 01:38:43 |
| 10   | Roger Roca Dalmau                | Spagna      | 00:28:30 | 00:54:06 | 00:20:38 | 01:39:03 |
| 11   | Daniel Green                     | Australia   | 00:28:27 | 00:54:07 | 00:21:53 | 01:40:24 |
| 12   | Benoit Nicolas                   | Francia     | 00:28:30 | 00:55:53 | 00:20:11 | 01:40:28 |
| 13   | Enrique Meneses                  | Spagna      | 00:28:23 | 00:55:54 | 00:20:16 | 01:40:29 |
| 14   | Nikolay Sukhoruchenkov           | Russia      | 00:28:56 | 00:55:29 | 00:20:24 | 01:40:32 |
| 15   | Andreas Sutz                     | Svizzera    | 00:29:40 | 00:54:43 | 00:20:24 | 01:40:36 |
| 16   | Stephan Wenk                     | Svizzera    | 00:29:16 | 00:54:59 | 00:20:36 | 01:40:40 |
| 17   | Bojan Cebin                      | Slovenia    | 00:29:11 | 00:55:16 | 00:20:27 | 01:40:45 |
| 18   | Felix Martinez                   | Spagna      | 00:29:40 | 00:54:42 | 00:20:38 | 01:40:49 |
| 19   | Nicolas D'Harveng                | Belgio      | 00:28:57 | 00:55:27 | 00:20:41 | 01:40:53 |
| 20   | Ilia Mazhukin                    | Russia      | 00:29:10 | 00:55:14 | 00:21:13 | 01:41:24 |
| 21   | Alessio Picco                    | Italia      | 00:29:07 | 00:55:21 | 00:22:01 | 01:42:13 |
| 22   | Robert Wade                      | Irlanda     | 00:30:12 | 00:56:21 | 00:20:50 | 01:43:15 |
| 23   | Gordan Petkovic                  | Croazia     | 00:30:23 | 00:56:10 | 00:21:10 | 01:43:27 |
| 24   | Tiago Silva                      | Portogallo  | 00:29:56 | 01:01:58 | 00:21:04 | 01:43:31 |
| 25   | Pavel Andreev                    | Russia      | 00:30:21 | 00:56:10 | 00:21:40 | 01:43:59 |
| 26   | Dirk de Heer                     | Paesi Bassi | 00:29:44 | 00:56:50 | 00:22:04 | 01:44:30 |
| 27   | Wouter Kegge                     | Paesi Bassi | 00:29:43 | 00:56:51 | 00:22:47 | 01:45:16 |
| 28   | Premysl Svarc                    | Rep. Ceca   | 00:29:44 | 00:56:47 | 00:21:19 | 01:45:34 |

### Élite donne
| Pos. | Nome                    | Paese       | Corsa    | Bici     | Corsa    | Totale   |
| ---- | ----------------------- | ----------- | -------- | -------- | -------- | -------- |
|      | Ruth Van der Meijden    | Paesi Bassi | 00:32:52 | 01:02:31 | 00:16:34 | 01:51:08 |
|      | Katie Hewison           | Regno Unito | 00:32:51 | 01:02:32 | 00:16:39 | 01:51:13 |
|      | Katrina Grimmett        | Regno Unito | 00:32:52 | 01:04:24 | 00:15:42 | 01:52:58 |
| 4    | Alexandra Louison       | Francia     | 00:32:52 | 01:04:23 | 00:17:02 | 01:53:27 |
| 5    | Sabrina Godard          | Francia     | 00:34:07 | 01:03:11 | 00:17:11 | 01:53:37 |
| 6    | Evgenia Sukhoruchenkova | Russia      | 00:32:54 | 01:04:23 | 00:17:28 | 01:53:57 |
| 7    | Sandra Levenez          | Francia     | 00:33:24 | 01:03:51 | 00:17:42 | 01:54:09 |
| 8    | Inmaculada Pereiro      | Spagna      | 00:34:13 | 01:04:02 | 00:16:18 | 01:54:31 |
| 9    | Maria Alfonsa Sella     | Italia      | 00:34:16 | 01:04:00 | 00:17:23 | 01:54:50 |
| 10   | Helena Herrero          | Spagna      | 00:35:01 | 01:04:41 | 00:17:31 | 01:56:23 |
| 11   | Deniz Dimaki            | Grecia      | 00:34:43 | 01:04:56 | 00:18:09 | 01:57:04 |
| 12   | Stefanie Bouma          | Paesi Bassi | 00:35:31 | 01:04:08 | 00:18:21 | 01:57:12 |
| 13   | Emma Dews               | Regno Unito | 00:36:10 | 01:03:30 | 00:19:06 | 01:58:02 |